# Браун, Скотт (футболист)
Скотт Бра́ун (англ. Scott Brown; род. 25 июня 1985, Данфермлин, Файф) — шотландский футболист, игравший на позиции полузащитника, и тренер. Ныне возглавляет «Эр Юнайтед». Бывший игрок национальной сборной Шотландии. Его переход из «Хиберниана» в «Селтик» летом 2007 года стал самым дорогим в истории трансферов между шотландскими клубами.

## Клубная карьера

### Ранние годы
В ранние годы Скотт Браун выступал в юношеской лиге своей родной области Файф за такие команды, как «Инверкитинг Юнайтед» из одноименного городка и «Фолфорд Ройалс» из Кауденбита.

### «Хиберниан»
Профессиональная карьера Скотта началась в 2002 году, когда он подписал контракт с клубом «Хиберниан». Дебют Брауна за «хибс» состоялся 3 мая 2003 года в домашнем матче своей команды против «Абердина». Через неделю Браун впервые вышел уже в основном составе эдинбургской команды — «Хиберниан» встречался с «Мотеруэллом» и победил 1:0. В оставшихся двух матчах сезона 2002/03 молодой игрок забил три мяча — вначале он сделал «дубль» в игре с «Ливингстоном», затем спустя неделю поразил ворота клуба «Партик Тисл».
В следующем сезоне Скотт Браун стал постоянным игроком основного состава «хибс», сыграв в общей сложности за этот год 41 игру и забив 4 гола. Несмотря на достаточно низкую итоговую позицию «Хиберниана» в чемпионате, где он занял лишь восьмое место, в Кубке лиги эдинбургцы дошли до финала турнира, выбив из розыгрыша «Селтик» и «Рейнджерс». Тем не менее в финальном матче они уступили «Ливингстону» 0:2. Браун участвовал во всех встречах клуба в этом турнире, поразив ворота противника один раз — это случилось в матче третьего раунда, в котором «хибс» победили «Монтроз» 9:0.
В межсезонье у «Хиберниана» сменился тренер — новым наставником команды стал Тони Моубрей, сделавший основную ставку на молодых игроков. В таких условиях Браун заиграл ещё ярче, однако 19 сентября 2004 года Скотт получил травму в матче с «Селтиком», которая вывела его из строя на четыре месяца. Всего в сезоне 2004/05 шотландец сыграл 24 игры и забил 2 мяча.
Травмы продолжили преследовать Брауна и в следующем футбольном году — он пропустил большую часть второй половины сезона, сломав ногу в столкновении с игроком «Харт оф Мидлотиан» Жюльеном Брилльи. Примечательно, что врачи сразу не обнаружили у игрока это серьёзное повреждение, Скотт вышел и на следующий матч — против «Рейнджерс». При счёте 2:0 в пользу своей команды Браун попросил замену из-за нестерпимых болей в ноге. Игрока сразу же доставили в больницу, где рентген показал, что у игрока сломана кость. На поле Браун вернулся спустя два с половиной месяца, выйдя на замену в последнем эдинбургском дерби того сезона, где «хибс» играли с «Хартс».
Сезон 2006/07 показал, что Скотт стал одним из лучших шотландских игроков. В этом футбольном году Браун явился одним из главных творцов победы «Хиберниана» в Кубке лиги, где в финальном матче эдинбургская команда победила «Килмарнок» 5:1. Этот трофей стал первым выигранным призом для «хибс» за последние 16 лет. В этом же году Браун утвердился игроком основного состава сборной Шотландии.
2 декабря 2006 года перед матчем «Хиберниана» с «Данди Юнайтед» Скотт заявил о своём желании покинуть Эдинбург, чтобы играть за команду, решающую более высокие задачи. В этом же интервью он сказал, что его агент, Вилли Маккей, посоветовавший ему принять данное решение, уже подыскивает футболисту нового работодателя. 31 января 2007 года Браун рассказал СМИ о затянувшемся вопросе по его переходу в другой клуб, сказав, что он «был бы счастлив остаться в Эдинбурге до окончания своего контракта», истекающего летом 2009. Несмотря на это футбольная общественность была склона к тому, что Скотт покинет команду уже летом. Бывший игрок «Хиберниана» Кевин Томсон, перешедший в январе 2007 года в «Рейнджерс», в одном из интервью поведал о своём разговоре с Брауном, в котором последний рассказал ему о скором переходе в стан глазговцев. В это же время пресса связывала Скотта с такими командами, как «Селтик», «Эвертон», «Тоттенхэм Хотспур», «Мидлсбро» и «Рединг».
В мае 2007 года представители «Рединга» объявили, что клубы смогли окончательно договориться по поводу переезда Брауна в Англию, однако сам футболист отказался от этого трансфера, мотивировав своё решение так:
Если я переберусь в «Рединг», то, скорее всего, кроме постоянной борьбы за сохранение места в английской премьер-лиге, меня больше ничего там не ждёт. А через два года люди будут спрашивать друг друга: «Помнишь, молодой парень играл, Скотт Браун, кажется? Куда он пропал?»
Браун оказался «провидцем» — «Рединг» действительно покинул элитный английский дивизион по итогам сезона 2007/08. А 16 мая 2007 года, несмотря на упорные слухи о скором переходе Скотта в стан «рейнджеров», о подписании футболиста заявил их самый злейший враг — «Селтик». Агент Брауна, Вилли Маккей, подтвердил информацию об этой сделке в интервью «Sky Sport», сказав, что Браун подписал 5-летний контракт. Основной причиной перехода Скотта именно к «кельтам» Маккей назвал участие клуба в Лиге чемпионов. Позже была объявлена сумма сделки — 4,4 миллиона фунтов стерлингов. Это означало, что переезд Брауна в Глазго стал самым дорогим в истории трансферов между шотландскими клубами. Последний матч в футболке «Хиберниана» Скотт сыграл 20 мая 2007 года. По иронии судьбы соперником «хибс» в этот день был как раз «Селтик». Браун забил первый из двух мячей в ворота своих будущих одноклубников. По окончании матча фанаты обоих клубов устроили Скотту бурную овацию.

### «Селтик»
15 июля 2007 года Браун забил первый гол за «Селтик». Произошло это в матче в рамках предсезонного сбора «кельтов» против клуба «Куинз Парк Рейнджерс». Скотт сразу же завоевал место в основном составе глазговской команды, начав играть важную роль в тактических схемах тренера «бело-зелёных», Гордона Стракана.
6 ноября 2007 года в ходе игры в рамках Лиги чемпионов между «Селтиком» и португальской «Бенфикой» Браун подвергся умышленной «накладке» со стороны камерунского полузащитника «орлов» Жиля Бинья, только чудом оставшись относительно невредимым. Самого африканца за этот фол дисквалифицировали на шесть матчей европейских кубков. Тем не менее Скотт сам имел серьёзные проблемы с дисциплиной — к апрелю 2008 года на его «счету» было 13 жёлтых карточек и три удаления, включая два в дерби «Old Firm». Это привело к тому, что Гордон Стракан начал меньше выпускать его на поле, предпочитая ставить вместо него в центр полузащиты Барри Робсона и Пола Хартли.
За первые три месяца следующего сезона Браун вновь смог завоевать место основного полузащитника «кельтов», вытеснив из состава более опытного Хартли. Отметив заметный прогресс игрока, Стракан начал использовать шотландца на месте опорного полузащитника, что впрочем не помешало ему продолжать забивать голы. В октябре 2008 года Брауна признали «Игроком месяца шотландской Премьер-лиги».
В январе 2009 года ФИФА включила Брауна в число тринадцати наиболее прогрессирующих и перспективных молодых игроков. В представлении Скотта на официальном сайте организации было сказано:
С каждым годом футбол становится всё динамичнее и быстрее. При такой тенденции будущее игры за такими игроками, как Скотт Браун, который, несмотря на свой молодой возраст, является важным игроком в «Селтике» и сборной Шотландии. Его главными достоинствами на поле являются атлетичность, неуступчивость, хорошее видение поля. В прошлом сезоне Браун перешёл из стана «Хиберниана» в «Селтик» за четыре с половиной миллиона. Прошёл всего лишь год, а за этого 24-летнего футболиста «Портсмут» готов выложить уже 9 миллионов».
В финале Кубка лиги 2009 года Скотт был удостоен звания «Игрока матча», в котором «Селтик» на «Хэмпден Парке» победил «Рейнджерс» со счётом 2:0 и выиграл трофей, который стал третьим в карьере самого Брауна. По итогам сезона 2008/09 полузащитник был назван «Игроком года» по версии своих коллег-футболистов. Из-за дисквалификации Скотт не смог принять участие в решающей игре сезона, где его клуб встречался с «Рейнджерс» — «кельты» потерпели поражение 0:1, и их злейшие враги стали чемпионами Шотландии с отрывом всего в четыре очка.
Практически всю первую половину сезона 2009/10 Браун пропустил из-за травмы. Возвращение Скотта на поле состоялось 2 февраля 2010 года в матче «Селтика» против «Килмарнока». На эту встречу Браун впервые вывел «бело-зелёных» с капитанской повязкой. Спустя неделю главный тренер «кельтов», Тони Моубрей, подтвердил, что Скотт назначен новым капитаном команды вместо отданного в аренду Стивена Макмануса. 28 февраля этого же года Браун в третий раз в своей карьере был удалён в дерби «Старой фирмы». В 2021 году Скотт покинул «Селтик».

### «Абердин»
25 марта 2021 года было анонсировано, что Браун 1 июля присоединится к «Абердину» в качестве играющего тренера в штаб Стивена Гласса. В марте 2022 года покинул клуб после того как главным тренером был назначен Джим Гудвин.

## Достижения

### Командные достижения
«Хиберниан»
- Обладатель Кубка шотландской лиги: 2006/07

«Селтик»
- Чемпион Шотландии (10): 2007/08, 2011/12, 2012/13, 2013/14, 2014/15, 2015/16, 2016/17, 2017/18, 2018/19, 2019/20
- Обладатель Кубка Шотландии (5): 2010/11, 2012/13, 2016/17, 2017/18, 2018/19
- Обладатель Кубка шотландской лиги (6): 2008/09, 2014/15, 2016/17, 2017/18, 2018/19, 2019/20

Сборная Шотландии
- Серебряный призёр Кубка наций: 2011

### Личные достижения
- Молодой игрок года по версии Шотландской ассоциации футбольных журналистов: 2007
- Игрок года по версии футболистов Профессиональной футбольной ассоциации Шотландии (2): 2009, 2018
- Игрок года по версии журналистов Профессиональной футбольной ассоциации Шотландии: 2018
- Игрок месяца шотландской Премьер-лиги (2): октябрь 2008, январь 2012
- Почётный игрок сборной Шотландии: 2016

### Клубная статистика
| Клуб                 | Сезон                | Чемпионат | Чемпионат | Кубок | Кубок | Кубок Лиги | Кубок Лиги | Еврокубки | Еврокубки | Итого | Итого |
| Клуб                 | Сезон                | Игры      | Голы      | Игры  | Голы  | Игры       | Голы       | Игры      | Голы      | Игры  | Голы  |
| -------------------- | -------------------- | --------- | --------- | ----- | ----- | ---------- | ---------- | --------- | --------- | ----- | ----- |
| Хиберниан            | 2002/03              | 4         | 3         | —     | —     | —          | —          | —         | —         | 4     | 3     |
| Хиберниан            | 2003/04              | 36        | 3         | 1     | 0     | 4          | 1          | —         | —         | 41    | 4     |
| Хиберниан            | 2004/05              | 20        | 1         | 2     | 1     | —          | —          | 1         | 0         | 23    | 2     |
| Хиберниан            | 2005/06              | 20        | 1         | 2     | 2     | 1          | 0          | 1         | 0         | 24    | 3     |
| Хиберниан            | 2006/07              | 30        | 5         | 5     | 0     | 5          | 2          | 2         | 1         | 42    | 8     |
| Всего за «Хиберниан» | Всего за «Хиберниан» | 110       | 13        | 10    | 3     | 10         | 3          | 4         | 1         | 134   | 20    |
| Селтик               | 2007/08              | 34        | 3         | 3     | 0     | 2          | 0          | 9         | 0         | 48    | 3     |
| Селтик               | 2008/09              | 36        | 5         | 2     | 1     | 4          | 1          | 6         | 0         | 48    | 7     |
| Селтик               | 2009/10              | 21        | 1         | 3     | 0     | —          | —          | 6         | 0         | 30    | 1     |
| Селтик               | 2010/11              | 28        | 2         | 5     | 2     | 2          | 0          | 4         | 0         | 39    | 4     |
| Селтик               | 2011/12              | 22        | 3         | 4     | 2     | 2          | 1          | 4         | 0         | 32    | 6     |
| Селтик               | 2012/13              | 15        | 3         | 3     | 0     | 2          | 0          | 10        | 0         | 30    | 3     |
| Селтик               | 2013/14              | 38        | 2         | 2     | 2     | 1          | 0          | 9         | 0         | 50    | 4     |
| Селтик               | 2014/15              | 32        | 4         | 5     | 0     | 4          | 0          | 7         | 1         | 48    | 5     |
| Селтик               | 2015/16              | 22        | 1         | 3     | 0     | 2          | 0          | 9         | 0         | 36    | 1     |
| Селтик               | 2016/17              | 33        | 1         | 5     | 1     | 4          | 0          | 12        | 1         | 54    | 3     |
| Селтик               | 2017/18              | 34        | 0         | 5     | 0     | 3          | 0          | 14        | 0         | 56    | 0     |
| Селтик               | 2018/19              | 0         | 0         | 0     | 0     | 0          | 0          | 2         | 0         | 2     | 0     |
| Всего за «Селтик»    | Всего за «Селтик»    | 317       | 25        | 41    | 8     | 26         | 2          | 92        | 2         | 476   | 37    |
| Всего за карьеру     | Всего за карьеру     | 427       | 38        | 51    | 11    | 36         | 5          | 97        | 3         | 611   | 57    |

(откорректировано по состоянию на 19 июля 2018)

## Сборная Шотландии
Браун дебютировал за национальную сборную в товарищеском матче против сборной США 12 ноября 2005 года. После этого он ещё два года продолжал выступать за молодёжную сборную Шотландии.
Дебют Брауна в стартовом составе «тартановой армии» состоялся 28 марта 2007 года во встрече британцев со сборной Италии. С тех пор Скотт Браун стал регулярным игроком основного состава сборной.
Скотт забил два мяча за сборную: в ворота сборной Македонии 5 сентября 2009 года и сборной Чехии 3 марта 2010 года.

### Матчи и голы за сборную Шотландии
| №  | Дата             | Место                                                           | Оппонент          | Счёт | Голы Брауна | Соревнование                                      |
| 1  | 12 ноября 2005   | «Хэмпден Парк», Глазго, Шотландия                               | США               | 1:1  | —           | Товарищеский матч                                 |
| 2  | 24 марта 2007    | «Хэмпден Парк», Глазго, Шотландия                               | Грузия            | 2:1  | —           | Отборочный матч чемпионата Европы по футболу 2008 |
| 3  | 28 марта 2007    | «Сан Никола», Бари, Италия                                      | Италия            | 0:2  | —           | Отборочный матч чемпионата Европы по футболу 2008 |
| 4  | 22 августа 2007  | «Питтодри», Абердин, Шотландия                                  | ЮАР               | 1:0  | —           | Товарищеский матч                                 |
| 5  | 8 сентября 2007  | «Хэмпден Парк», Глазго, Шотландия                               | Литва             | 3:1  | —           | Отборочный матч чемпионата Европы по футболу 2008 |
| 6  | 12 сентября 2007 | «Парк де Пренс», Париж, Франция                                 | Франция           | 1:0  | —           | Отборочный матч чемпионата Европы по футболу 2008 |
| 7  | 13 октября 2007  | «Хэмпден Парк», Глазго, Шотландия                               | Украина           | 3:1  | —           | Отборочный матч чемпионата Европы по футболу 2008 |
| 8  | 17 ноября 2007   | «Хэмпден Парк», Глазго, Шотландия                               | Италия            | 1:2  | —           | Отборочный матч чемпионата Европы по футболу 2008 |
| 9  | 26 марта 2008    | «Хэмпден Парк», Глазго, Шотландия                               | Хорватия          | 1:1  | —           | Товарищеский матч                                 |
| 10 | 20 августа 2008  | «Хэмпден Парк», Глазго, Шотландия                               | Северная Ирландия | 0:0  | —           | Товарищеский матч                                 |
| 11 | 6 сентября 2008  | Национальный стадион Филиппа II Македонского, Скопье, Македония | Македония         | 0:1  | —           | Отборочный матч чемпионата мира по футболу 2010   |
| 12 | 10 сентября 2008 | «Лаугардалсвёллур», Рейкьявик, Исландия                         | Исландия          | 2:1  | —           | Отборочный матч чемпионата мира по футболу 2010   |
| 13 | 11 октября 2008  | «Хэмпден Парк», Глазго, Шотландия                               | Норвегия          | 0:0  | —           | Отборочный матч чемпионата мира по футболу 2010   |
| 14 | 19 ноября 2008   | «Хэмпден Парк», Глазго, Шотландия                               | Аргентина         | 0:1  | —           | Товарищеский матч                                 |
| 15 | 28 марта 2009    | «Амстердам АренА», Амстердам, Нидерланды                        | Нидерланды        | 0:3  | —           | Отборочный матч чемпионата мира по футболу 2010   |
| 16 | 1 апреля 2009    | «Хэмпден Парк», Глазго, Шотландия                               | Исландия          | 2:1  | —           | Отборочный матч чемпионата мира по футболу 2010   |
| 17 | 12 августа 2009  | «Уллевол», Осло, Норвегия                                       | Норвегия          | 0:4  | —           | Отборочный матч чемпионата мира по футболу 2010   |
| 18 | 5 сентября 2009  | «Хэмпден Парк», Глазго, Шотландия                               | Македония         | 2:0  | 1           | Отборочный матч чемпионата мира по футболу 2010   |
| 19 | 9 сентября 2009  | «Хэмпден Парк», Глазго, Шотландия                               | Нидерланды        | 0:1  | —           | Отборочный матч чемпионата мира по футболу 2010   |
| 20 | 3 марта 2010     | «Хэмпден Парк», Глазго, Шотландия                               | Чехия             | 1:0  | 1           | Товарищеский матч                                 |
| 21 | 3 сентября 2010  | Стадион имени С. Дарюса и С. Гиренаса, Каунас, Литва            | Литва             | 0:0  | —           | Отборочный матч чемпионата Европы по футболу 2012 |
| 22 | 7 сентября 2010  | «Хэмпден Парк», Глазго, Шотландия                               | Лихтенштейн       | 2:1  | —           | Отборочный матч чемпионата Европы по футболу 2012 |
| 23 | 27 марта 2011    | «Эмирейтс», Лондон, Англия                                      | Бразилия          | 0:2  | —           | Товарищеский матч                                 |
| 24 | 25 мая 2011      | «Авива», Дублин, Ирландия                                       | Уэльс             | 3:1  | —           | Кубок наций 2011                                  |
| 25 | 29 мая 2011      | «Авива», Дублин, Ирландия                                       | Ирландия          | 0:1  | —           | Кубок наций 2011                                  |
| 26 | 10 августа 2011  | «Хэмпден Парк», Глазго, Шотландия                               | Дания             | 2:1  | —           | Товарищеский матч                                 |
| 27 | 3 сентября 2011  | «Хэмпден Парк», Глазго, Шотландия                               | Чехия             | 2:2  | —           | Отборочный матч чемпионата Европы по футболу 2012 |
| 28 | 27 мая 2012      | «Ивербанк Филд», Джэксонвилл, США                               | США               | 1:5  | —           | Товарищеский матч                                 |
| 29 | 12 октября 2012  | «Кардифф Сити», Кардифф, Уэльс                                  | Уэльс             | 1:2  | —           | Отборочный матч чемпионата мира по футболу 2014   |
| 30 | 6 февраля 2013   | «Питтодри», Абердин, Шотландия                                  | Эстония           | 1:0  | —           | Товарищеский матч                                 |

Итого: 30 матчей / 2 гола; 13 побед, 6 ничьих, 11 поражений.
(откорректировано по состоянию на 6 февраля 2013)

### Сводная статистика игр/голов за сборную
| Сборная          | Год              | Отборочные матчи ЧМ | Отборочные матчи ЧМ | Финальные матчи ЧМ | Финальные матчи ЧМ | Отборочные матчи ЧЕ | Отборочные матчи ЧЕ | Финальные матчи ЧЕ | Финальные матчи ЧЕ | Кубок наций | Кубок наций | Товарищеские матчи | Товарищеские матчи | Итого | Итого |
| Сборная          | Год              | Игры                | Голы                | Игры               | Голы               | Игры                | Голы                | Игры               | Голы               | Игры        | Голы        | Игры               | Голы               | Игры  | Голы  |
| ---------------- | ---------------- | ------------------- | ------------------- | ------------------ | ------------------ | ------------------- | ------------------- | ------------------ | ------------------ | ----------- | ----------- | ------------------ | ------------------ | ----- | ----- |
| Шотландия        | 2005             | —                   | —                   | —                  | —                  | —                   | —                   | —                  | —                  | —           | —           | 1                  | 0                  | 1     | 0     |
| Шотландия        | 2007             | —                   | —                   | —                  | —                  | 6                   | 0                   | —                  | —                  | —           | —           | 1                  | 0                  | 7     | 0     |
| Шотландия        | 2008             | 3                   | 0                   | —                  | —                  | —                   | —                   | —                  | —                  | —           | —           | 3                  | 0                  | 6     | 0     |
| Шотландия        | 2009             | 5                   | 1                   | —                  | —                  | —                   | —                   | —                  | —                  | —           | —           | —                  | —                  | 5     | 1     |
| Шотландия        | 2010             | —                   | —                   | —                  | —                  | 2                   | 0                   | —                  | —                  | —           | —           | 1                  | 1                  | 3     | 1     |
| Шотландия        | 2011             | —                   | —                   | —                  | —                  | 1                   | 0                   | —                  | —                  | 2           | 0           | 2                  | 0                  | 5     | 0     |
| Шотландия        | 2012             | 1                   | 0                   | —                  | —                  | —                   | —                   | —                  | —                  | —           | —           | 1                  | 0                  | 2     | 0     |
| Шотландия        | 2013             | —                   | —                   | —                  | —                  | —                   | —                   | —                  | —                  | —           | —           | 1                  | 0                  | 1     | 0     |
| Всего за карьеру | Всего за карьеру | 9                   | 1                   | 0                  | 0                  | 9                   | 0                   | 0                  | 0                  | 2           | 0           | 10                 | 1                  | 30    | 2     |

(откорректировано по состоянию на 6 февраля 2013)